# Ёрмица
Ёрмица (коми Йӧрмидз) — село в Усть-Цилемском районе Республики Коми, административный центр сельского поселения Ёрмица.
Население села — 179 чел. (2010)
Расположено на левом берегу реки Печоры, в 200 км от райцентра — села Усть-Цильма.
По данным подворно-экономического исследования 1904 года, основано в 1864 году переселенцами из Усть-Цильмы. Местное население русское произношение Ёрмица «потомки Ёрмы (Ермолая)». Местная коми форма Йӧрмидз указывает на «местность, принадлежащая Ерме (Ермолаю)».

## Транспорт
В летний период действует речной транспорт соединяющий с. Ёрмица с райцентром с. Усть-Цильмой и городом Нарьян-Мар Ненецкого АО.
В весенний и осенний период (распутица на реке Печора) действует авиа сообщение (вертолет) с с. Усть-Цильма.
В зимний период действует автомобильное сообщение (зимник) с с. Усть-Цильма рейсовым автобусом.

## Образование
В селе Ёрмица расположена основная средняя школа (9 классов) с 2003 года, до 2003 года была полная средняя школа (11 классов), перевод на основную среднюю школу связано с уменьшением количество учащихся.
В селе действует детский сад.
Улицы:
- Береговой (участок)
- Заозёрная
- Луговая
- Производственная
- Речная
- Центральная
- Школьная
- Школьный (переулок)